# Cees Laban
Cornelis (Cees) Laban (ur. 7 września 1925 w Rotterdamie, zm. 5 września 1977 w Sorrento) – holenderski polityk i urzędnik samorządowy, deputowany krajowy i europejski.

## Życiorys
Pochodził z rodziny robotniczej, uczył się w szkole nauczycielskiej. W latach 1946–1967 pracował w gminie Rotterdam jako urzędnik odpowiedzialny za kwestie młodzieży i edukacji. Zasiadał także w radach instytucji samorządowych. Wstąpił do Partię Pracy. W 1967 po raz pierwszy dostał się do Tweede Kamer w miejsce innego parlamentarzysty, zasiadał w nim do śmierci. Od 1973 oddelegowany również do Parlamentu Europejskiego.
Był żonaty, miał dwoje dzieci. Zmarł w wyniku zawału serca we Włoszech.